# 조이 보일
조이 보일(영어: Zoe Boyle, 1989년 4월 1일 ~ )는 잉글랜드의 배우이다. 캐나다 드라마 《프런티어》의 주역 그레이스 역을 연기했다.

## 출연 작품
- 레미: 집 없는 아이 (2018) - 밀리건 부인 역